# سزار سانتین
سزار سانتین (به پرتغالی: César Santin) مهاجم، هافبک اهل برزیل است که در شهر پورتو الگره و در تاریخ ۲۴ فوریهٔ ۱۹۸۱ به دنیا آمده‌است.

## باشگاهی
سزار سانتین در تیم‌های فوتبال گرمیو، باشگاه فوتبال کپنهاگن و باشگاه فوتبال آپوئل سابقهٔ حضور دارد.